# Ukraiński strój ludowy

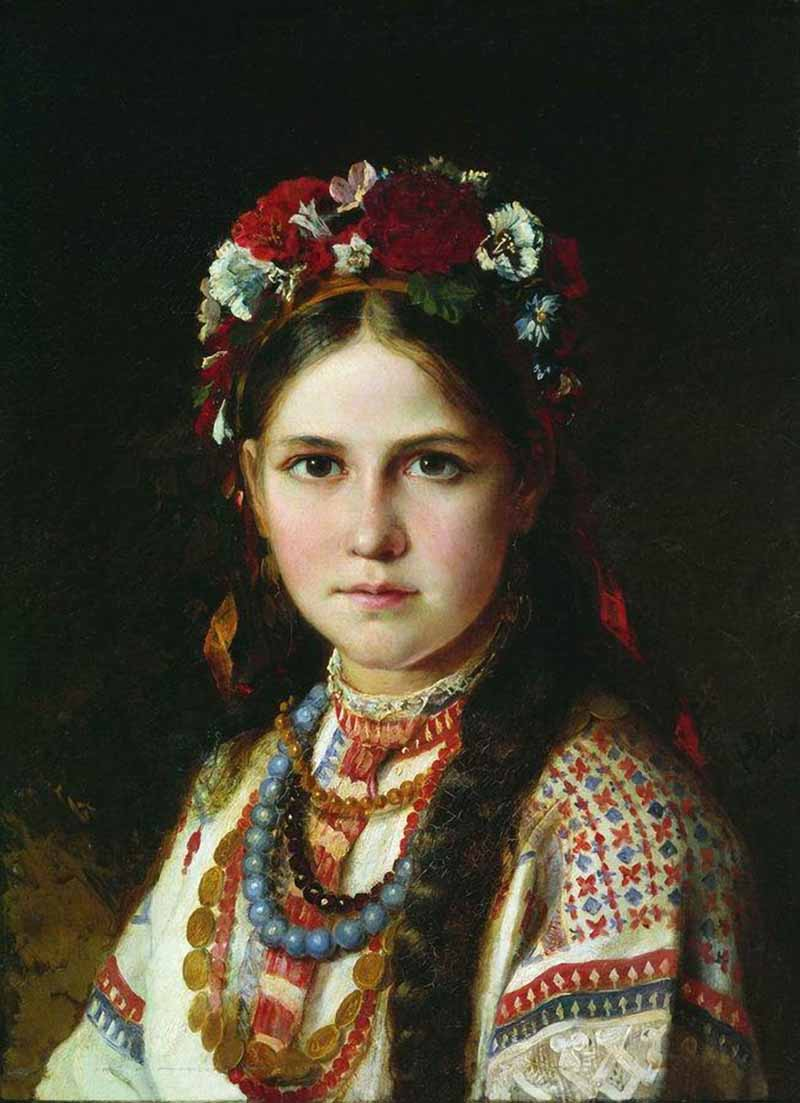
Wizerunek dziewczyny w ukraińskim stroju ludowym (obraz Nikołaja Raczkowa z II połowy XIX wieku)

Ukraiński strój ludowy – odzież noszona przez niższe warstwy ludności zamieszkującej ziemie etnograficznie ukraińskie. Pod pojęciem tym rozumiany jest silnie zróżnicowany pod względem regionalnym zestaw poszczególnych części i odmian stroju noszonego przez Ukraińców zamieszkałych na ziemiach, na których stanowią oni ludność autochtoniczną (obecnie w granicach takich państw, jak Ukraina, Białoruś, Mołdawia, Polska, Rosja, Rumunia i Słowacja).
Mimo iż strój ludowy jest wytworem kultury materialnej, to w przypadku Ukrainy dzięki swemu niezwykle rozwiniętemu dziedzictwu symbolicznemu zawsze wykonywał on funkcje właściwe również fenomenom kultury duchowej, niosąc przy tym szereg informacji o swoim właścicielu, takich jak płeć, wiek, miejsce zamieszkania, przynależność etniczna, wyznanie, pozycja społeczna.

## Ukraiński strój ludowy i jego odmiany regionalne
Nie ma jednolitego, "ogólnoradowego" wzorca ludowego stroju ukraińskiego. Pod pojęciem tym ujmowany jest szereg – niejednokrotnie znacznie różniących się od siebie – regionalnych odmian wraz z wchodzącymi w ich skład bardziej lub mniej rozpowszechnionymi terytorialnie wariantami miejscowymi. Wyróżnić można kilka elementów wspólnych dla różnych odmian ukraińskiego stroju ludowego. Należą do takie części stroju jak długa, biała, wyszywana koszula wyszywanka ze wstawkami, tkana kraciasta płachta z rękawami, fartuch zapaska, zawiązywany wokół talii, ozdobiona kersetka (bezrękawnik z kosztownej wyszywanej tkaniny), przewiązany wokół talii szeroki pojas, ozdobiony różnokolorowymi tasiemkami wianek z żywych bądź sztucznych kwiatów, będący elementem dziewczęcego stroju weselnego. 

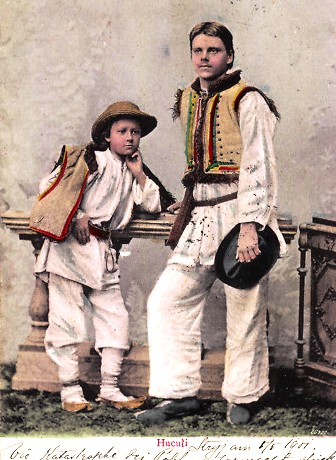
Huculi (przedwojenna pocztówka z Czechosłowacji)

Wielość stref przyrodniczo-krajobrazowych kraju, na które nakładały się znaczne różnice w społeczno-ekonomicznym oraz etnokulturowym rozwoju poszczególnych regionów Ukrainy, wpłynęła na uformowanie się takich odmian tradycyjnego ukraińskiego stroju ludowego, jak poleski (północny), lasostepowy (centralny), stepowy (południowy) oraz karpacki (południowo-zachodni). W granicach każdej z tych zróżnicowany wewnętrznie odmian istnieje mnogość wariantów subregionalnych. Są to:
- w obrębie odmiany poleskiej: strój wołyński, żytomierski, kijowski, czernihowski oraz nowogrodzko-siewierski;
- w obrębie odmiany lasostepowej: strój wołyński, galicki, opolski, podolski, środkowonaddnieprzański, połtawski, słobożański;
- w obrębie odmiany stepowej: budziacki, odeski, dolnonaddnieprzański, taurydzki, nadazowski oraz krymski;
- w obrębie odmiany karpackiej: strój łemkowski, bojkowski, huculski, zakarpacki, pokucki i bukowiński[2].

W stereotypowym wyobrażeniu współczesnych Ukraińców ich narodowy strój ludowy jest odbiciem jednego z trzech typów regionalnych: wołyńsko-poleskiego, huculskiego bądź połtawskiego. Wyobrażony w ten sposób strój połtawski charakteryzuje się obecnością płachty, wyszytej haftem jednobarwnym wyszywanki, kersetki z aplikacją w formie ornamentu i bogatym wiankiem z kolorowymi tasiemkami. Ważnymi częściami stroju huculskiego są z kolei dwie zapaski, bogato zdobiony w elementy wykonane z safianu oraz metalowe sprzączki keptar (barani serdak bez rękawów), nakrycia głowy gęsto naszywane błyszczącymi, kolorowymi ozdobami, w tym metalowymi, postoły (rodzaj skórzanych kierpców, mocowanych na stopie za pomocą rzemyków). Charakterystyczną oznaką stroju wołyńsko-poleskiego jest zaś czerwono-biała gama kolorystyczna samodziałowych spódnic, soroczek, zapasek i chustek.

## Elementy stylowe
Tradycyjna wielowarstwowość ukraińskiego kobiecego stroju ludowego, wywodząca się jeszcze z kultury wczesnego średniowiecza, przetrwała aż do początku XX wieku (u większości innych europejskich narodów ubiór taki utrzymał się zwykle tylko do końca XVIII w.). Wielowarstwowość polegała na używaniu kilku elementów ubioru, nakładanych jeden na drugi, przy czym zawsze musiała być widoczna część każdego elementu znajdującego się pod spodem. Kobiety ukraińskie ubierały płachtę na soroczkę (płócienną koszulę ozdobioną haftami), na samą płachtę nakładano zapaskę, na zapaskę nakładano kaftanik z rękawami. 
Strój ukraiński nie pozostawał na uboczu ogólnoeuropejskich tendencji stylowych, szeroko odbiła się na nim zwłaszcza nasycona dekoracyjność i plastyczna jaskrawość baroku. Pod koniec XIX–na początku XX wieku – w odróżnieniu od państw zachodnioeuropejskich, gdzie tradycyjny strój zaznał wielkich przemian pod wpływem mody miejskiej – tradycyjny strój Ukraińców zachował w znacznej mierze swój archaiczny charakter (co najpełniej udowadnia strój Bojków oraz Poleszuków).

## Strój kobiecy

### Soroczka

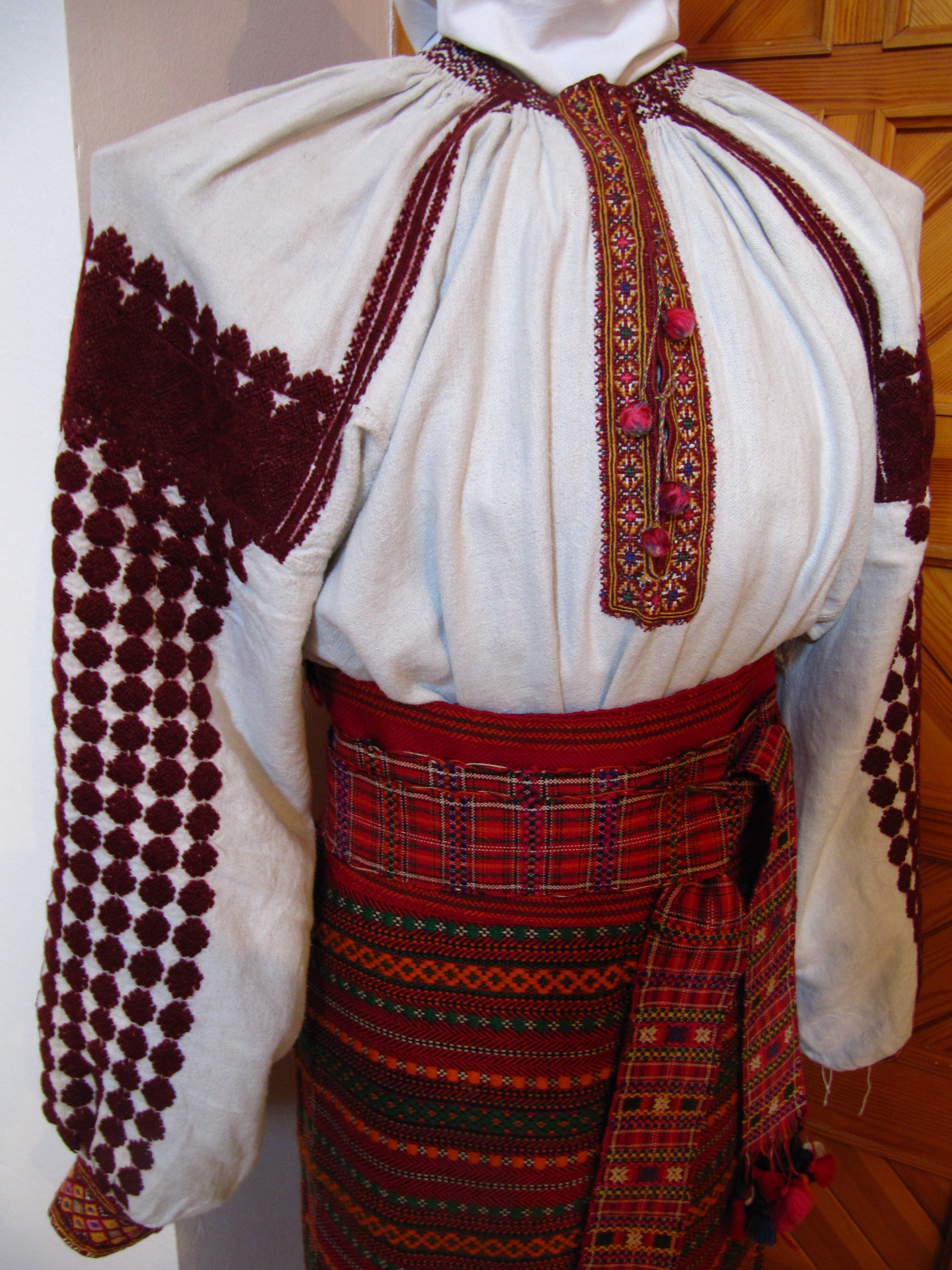
Strój kobiecy z terenu obwodu iwanofrankiwskiego (przełom XIX i XX wieku)

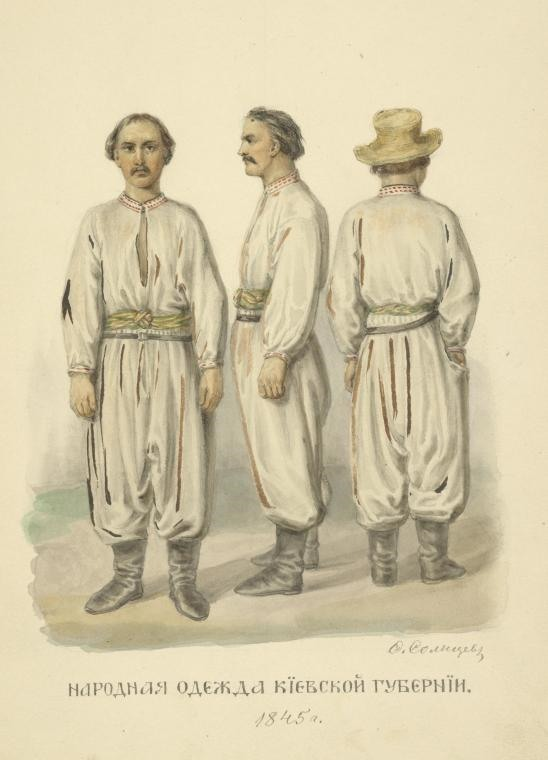
Mężczyzna w soroczce i szarawarach typowych dla regionu naddnieprzańskiego

Nazwą soroczka określano na Ukrainie płócienną koszulę, ozdabianą zazwyczaj haftowanymi ornamentami (wyszywanka). Ustna twórczość narodu ukraińskiego przechowała do dzisiejszych czasów mnóstwo baśni, przysłów i pieśni, w których wspominana jest soroczka. W każdej części Ukrainy powstawały soroczki różniące się od siebie pod względem kroju, kolorystyki, haftu.
Ukraińskie soroczki początkowo miały jednakową formę zarówno dla kobiet, jak i mężczyzn. Z czasem ich krój zaczął się różnić. Soroczki szyto z włókna konopi bądź lnianego. Płaty samodziałowego płótna były wąskie, toteż w celu wykonania jednej soroczki należało połączyć trzy lub cztery kawałki. Soroczka świąteczna sięgała długością łydek. Soroczkę noszoną na co dzień szyto z dwóch materiałów – górę z płótna lnianego, dół zaś z płótna konopnego. Każdą z części wykańczano oddzielnie, dopiero później zszywając je ze sobą. W zależności od regionu soroczki miały różne długości i szerokość rękawów (na wschodzie Ukrainy koszule te były dłuższe, a ich rękawy – szersze).

### Spódnica
Spódnice szyto z płótna samodziałowego, barwionego bądź zdobionego techniką ręcznego drukowania. W późniejszym okresie używano do tego celu już z materiału fabrycznego – na lato  kretonu,  na zimę zaś grubszej tkaniny. Spódnice szyto z czterech płatów materiału, z których trzy były marszczone, a jeden (przedni) gładki.
Świątecznym ubiorem była płachta z kraciastym wzorem, którą tkano z cienkiej wełny. Podstawą płachty była jednokolorowa tkanina, rozdzielona graficznie na jednakowe kwadraty dzięki cieniutkim pasom w kontrastowym do materiału kolorze.
Do spódnicy i płachty ubierano również fartuszek (zapaskę). Dawniej zapaska tkana była z cienkiej wełny i miała geometryczne wzory. Później zapaski noszone do spódnic szyto z kretonu, a łączone z płachtami – z jedwabiu (zapaska z kretonu przeznaczona była do noszenia przy pracy, a jedwabna używana była odświętnie).

### Kersetka
Mianem kersetki określano bezrękawnik, który nakładano w sytuacjach odświętnych. Prawa poła bezrękawnika zachodziła na lewą i była tam zapinana. Tył bezrękawnika był gładki u góry, a na dole poszerzony klinami, których bywało cztery bądź sześć.

### Jupka
Był to długi do kolan kaftan z rękawami, szyty z cienkiego sukna. Szyto ją na podszewce, a gdy przeznaczona była do noszenia zimą, podbijano ją dodatkowo watą.

### Świta
Świtą nazywane było wierzchnie okrycie w formie sukmany uszyte z samodziałowego płótna. Świta należy razem z soroczką do najstarszych elementów ukraińskiego stroju ludowego i wspomniana została już w Pateryku Kijowsko-Pieczerskim. Ten element ubioru powstawał z kroju w kliny. Sukno potrzebnej długości składano na dwoje, wykrawano otwór na głowę, a przód rozcinano na dwie poły, z których prawa była szersza od lewej i zachodziła na nią. 

## Strój męski
Początkowo soroczki męskie różniły się od kobiecych jedynie długością. Wykonywano je, tak samo jak koszule kobiece, z płótna konopnego, gdy przeznaczone były do pracy, bądź lnianego w przypadku koszul noszonych odświętnie. Soroczki męskie również ozdabiano haftem, który dawniej był skromniejszy niż w przypadku ubioru kobiecego. Spodnie miały początkowo wąskie nogawki i takie też pozostały charakterystyczne dla stroju ludowego na zachodniej Ukrainie. Nad Dnieprem przeważały zaś spodnie z szerokimi nogawkami, tak zwane szarowary (pol. szarawary), wygodne do jazdy konnej i walki, które były częścią stroju kozaków zaporoskich. Spodnie przewiązywano pojasem (pasem), wykonywanym zazwyczaj z wełny, choć czasem używano do jego wyrobu również cienkiego materiału, w tym jedwabiu. Pojasy były bardzo długie (3,5 m) i obwiązywano się nimi kilkakrotnie w talii. Świty początkowo wykonywano z białego materiału zarówno w przypadku stroju męskiego, jak i kobiecego. Z czasem biały kolor zarezerwowany został dla kobiet, natomiast świty męskie szyto z płótna czarnego bądź szarego. 

## Nakrycia głowy

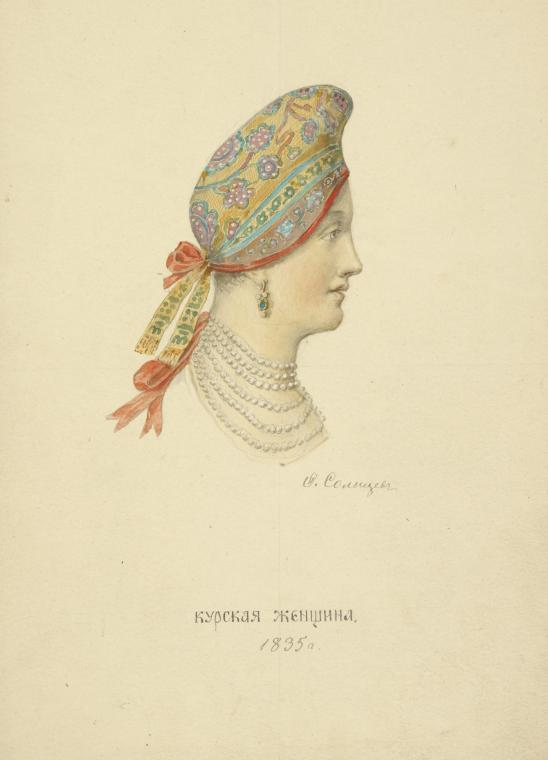
Oczipok z terenu Ukrainy Słobodzkiej

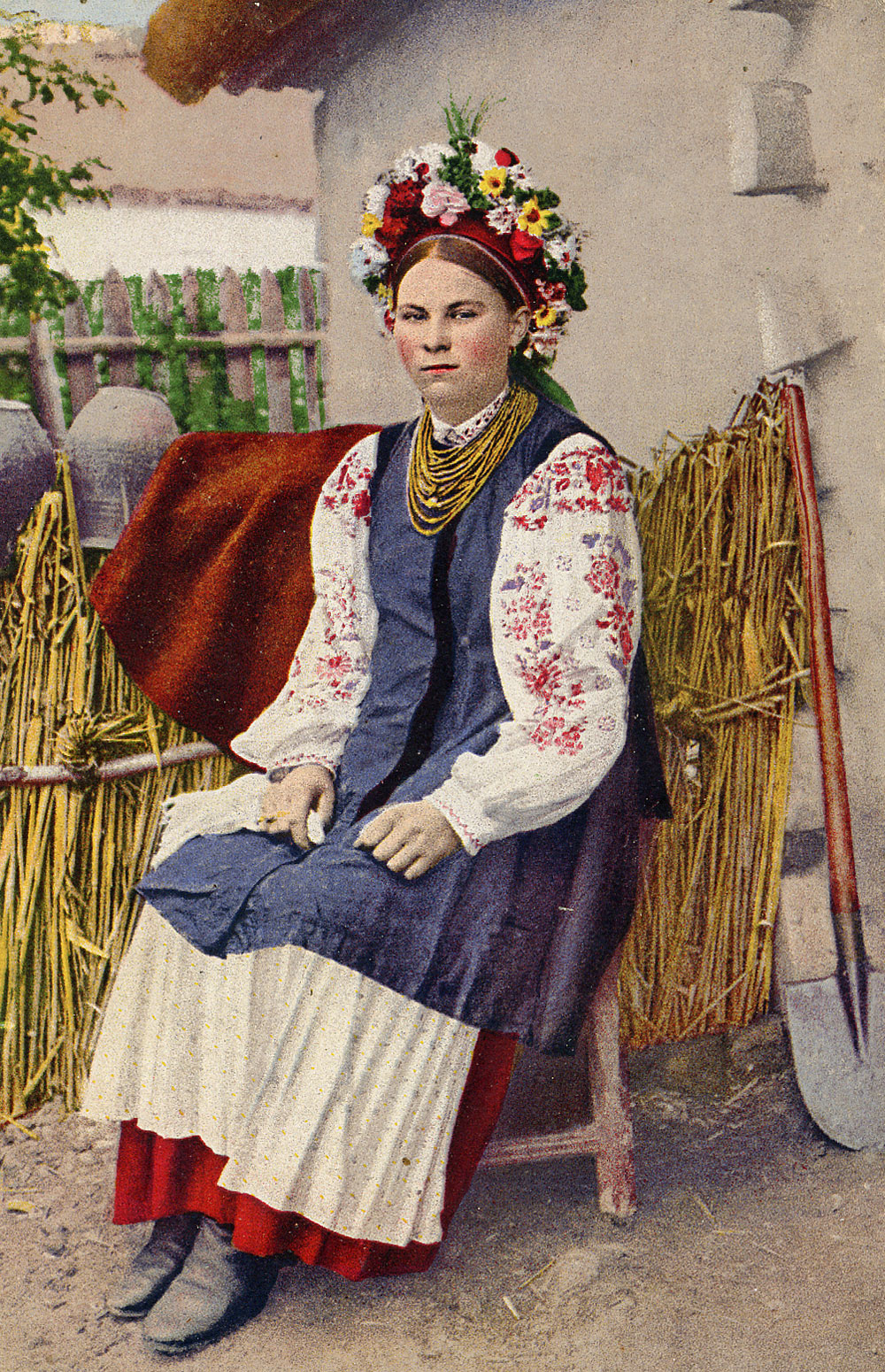
Ukraińska dziewczyna w wianku (pocztówka z 1916)

Nakrycia głowy okazały się najmniej podatną na zmiany częścią ukraińskiego stroju ludowego. Ich różnorodne formy oraz sposoby noszenia zachowały archaiczne rysy aż do początku XX wieku.
Drapowane nakrycia głowy, wywodzące się z dawnych ubiorów bliskowschodnich, przyjęły w kulturze ukraińskiej formę ubrusu (płócienna ręcznikowata chustka zarzucona na głowę i okręcona wokoło szyi z końcem przerzuconym na plecy), namitki (długa ręcznikowata chusta), a później – chust, które wiązane były na oczipku (rodzaj czepka z bawełny, jedwabiu bądź złotogłowiu, nakładanego bezpośrednio na włosy).
Namitka była pierwotnym kobiecym nakryciem głowy — wąskim płóciennym (lnianym lub konopnym) bądź jedwabnym kawałkiem materiału o długości od 1,5 do 3 m, którym obwiązywano głowę. Miało ono rozmaite nazwy w zależności od regionu — peremitka, rantuch, serpanok, płat, rubok. Były one wykończone wyszytym, mereżkowym bądź tkanym ornamentem.
Oczipok rozpowszechnił się w stroju ukraińskim w XIX wieku, po wyjściu z użycia namitki, która została porzucona być może ze względu na skomplikowany sposób jej zawiązywania. Na Kijowszczyźnie forma tego nakrycia głowy przypominała czepce noszone przez kobiety wywodzące się ze środowiska starszyzny kozackiej, które początkowo całkowicie ukrywały włosy. Na Połtawszczyźnie oczipok kobieta ubierała po raz pierwszy w czasie swego wesela. Umieszczany był on na okrytej płótnem podstawie z metalowych prętów, wokół której nakręcano włosy i nakładano na to czepiec. Na ziemi czernihowskiej oczipok miał wydłużoną, cylindryczną formę i był inspirowany wyglądem kłobuków mniszek.
Szczególne znaczenie wśród ludowych ukraińskich nakryć głowy zawsze posiadał wianek. Był to charakterystyczny element stroju głowy dziewcząt (dziewice) z różnych części Europy, którego nie wolno było nosić pannom z dzieckiem i mężatkom. Jest to jedyne nakrycie głowy, które nie pełniło żadnej funkcji praktycznej czy ochronnej, posiadając dodatkowo znaczenie apotropaiczne (magiczne, chroniące przed złem). Element stroju nazywany umownie wiankiem w rzeczywistości nosił odmienne nazwy w zależności od regionu Ukrainy (łubok na Podolu, kosyci na Huculszczyźnie, fes na Bukowinie). Ukraińskie dziewczęta nakładały wianek po raz pierwszy w wieku 15-16 lat i nosiły go aż do ślubu (w tym okresie dziewczęta określane były jako nareczeni). Wysokość obręczy wianka wynosiła od 3 do 17 cm. Do najstarszych i najprostszych należały wianki plecione z żywych kwiatów w formie niewysokiej obręczy, które jeszcze w XIX wieku noszono powszechnie na całej Ukrainie. 
Pozostałości dawnego systemu znaków symbolicznych przetrwały najdłużej w weselnych nakryciach głowy. W większości regionów po nakryciu głowy można było bez trudu rozpoznać, czy nareczena wzięła już ślub. Na Łemkowszczyźnie przykładowo przed ślubem dziewczyna nosiła wianek z tasiemek, a podczas wesela nosiła już na głowie nakrycie wykonane z chabrów. Wianek weselny jest (nawet w czasach współczesnych) głównym atrybutem panny młodej w skomplikowanym systemie semantycznym stroju weselnego, mającym również znaczenie magiczne i obronne, który niezawodnie wyróżnia ją spośród innych dziewcząt obecnych na weselu.

## Ręczniki wyszywane
Ręcznik z wyszytym bądź tkanym ornamentem jest jedną z najbardziej rozpowszechnionych form sztuki ludowej na całym terytorium zamieszkania Ukraińców, odgrywając niezwykle ważną rolę w systemie obrzędowym i magicznym. Ręcznik stawał się częścią stroju w decydujących momentach życia ludzkiego (narodzenie, wesele, śmierć), szczególną rolę odgrywając w obrzędach weselnych. Ręczniki stanowiły znaczącą część posagu panny młodej (skrzyni posażnej), który przygotowywały dla siebie dziewczyna. Podanie ręczników przez dziewczynę swatom, którzy następnie przewiązywali sobie nimi prawe ramię, tożsame było z udzieleniem zgody na małżeństwo. Na ziemi naddnieprzańskiej opasana ręcznikiem dziewczyna zapraszała gości na obrzędy weselne, jak również pozostawała tak ubrana w trakcie wszystkich ślubnych obrzędów. Młodzi klęczeli na ręcznikach w trakcie przyjmowania błogosławieństwa od rodziców oraz religijnej uroczystości w cerkwi. W momentach tych ręcznik pozostawał elementem magicznym, wierzono bowiem, iż chroni nowożeńców przed wszelkim złem.